# 川鄂茴芹
川鄂茴芹（学名：Pimpinella henryi）是伞形科茴芹属的植物，为中国的特有植物。分布于中国大陆的甘肃、四川、湖北、陕西等地，生长于海拔1,500米至3,100米的地区，多生长在林下或河边草地上，目前尚未由人工引种栽培。